# Eupithecia kibatiata
Eupithecia kibatiata là một loài bướm đêm trong họ Geometridae.